# Manuel Trucco
Manuel Trucco Franzani (Cauquenes, 18 maart 1875 - Santiago, 25 oktober 1954) was een Chileens staatsman. In 1931 was hij een aantal maanden vice-president van Chili.

## Biografie
Hij promoveerde in 1902 als civiel ingenieur aan de Universiteit van Chili en werkte daarna voor de nationale spoorwegmaatschappij. De regering stelde hem een studiebeurs ter beschikking zodat hij verder kon studeren in Parijs (1902-1904). Na zijn terugkeer werd hij hoogleraar aan de Universiteit van Chili en hervatte zijn werkzaamheden voor de spoorwegmaatschappij. Hij was verantwoordelijk voor het ontwerpen van spoorbruggen en viaducten. In 1918 werd hij benoemd tot directeur van de nationale spoorwegmaatschappij. In 1924 legde hij deze functie neer.
In 1926 werd Trucco gekozen tot voorzitter van de Partido Radical (Radicale Partij). Hij was senator voor die partij van 1926 tot 1930. Na het aftreden van president Carlos Ibáñez del Campo (1931) werd hij door diens opvolger, waarnemend president Juan Esteban Montero, benoemd tot minister van Binnenlandse Zaken (7 augustus 1931). Kort daarna, op 20 augustus, volgde hij Montero - die zich had gekandideerd voor het presidentschap - op als waarnemend president met de titel Vicepresidente (Vicepresident). Zijn voornaamste taak bestond in het uitschrijven van presidentsverkiezingen. Deze verkiezingen werden op 15 november 1931 gehouden en werden overtuigend gewonnen door Montero. Montero werd op 4 december geïnaugureerd.

### Muiterij

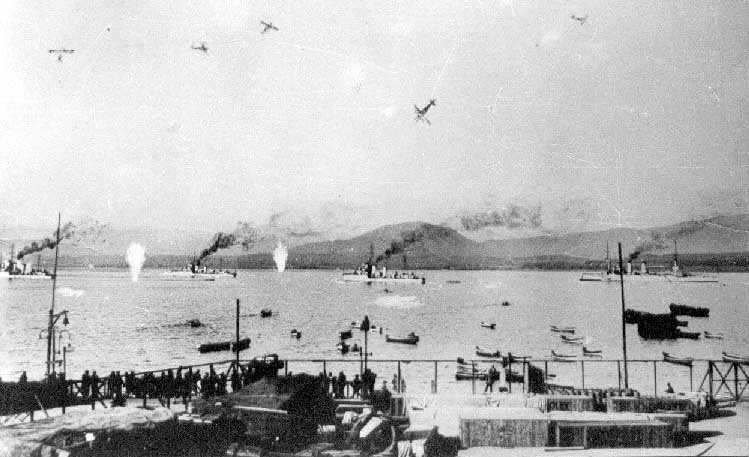
Bombardement van de oorlogsschepen in de haven van Coquimbo door de Chileense luchtmacht. (Fotomontage voor propagandadoeleinden.)

Tijdens Trucco's korte termijn als vicepresident kreeg hij in september 1931 te maken met een muiterij van matrozen van de Chileense marine. Deze muiterij ontstond uit onvrede over de verlaging van de salarissen van de matrozen. De muiterij begon in Coquimbo en verspreidde zich later naar Talcahuano. De opstand werd - na mislukte onderhandelingen tussen de regering en de muiters - in Coquimbo beëindigd na een (overigens mislukt) luchtbombardement op het door de muiters bezette slagschip Almirante Latorre en enkele andere schepen en in Talcahuano na de aanval van het leger op de marinebasis aldaar.
Van 1932 tot 1938 was Trucco ambassadeur van Chili in de Verenigde Staten van Amerika. Na zijn terugkeer in Chili trok hij zich uit de politiek terug. In 1946 keerde hij in het openbare leven terug toen president Gabriel González Videla hem benoemde tot president van de Chileense Centrale Bank (tot 1951). 
Manuel Trucco overleed in 1954.

## Familie
Hij was getrouwd met Laura Gaete Fagalde en had drie dochters en één zoon. Zijn zoon Manuel Trucco Gaete (Santiago 7 december 1914 - aldaar 11 april 1995) was staatssecretaris van Buitenlandse Zaken onder president González (1946-1952) en diplomaat (o.a. ambassadeur in de Verenigde Staten). Zijn broer Humberto was voorzitter van het hooggerechtshof (1934-1937; 1944-1950).